# Takasago (Schiff)
Die Takasago (japanisch 高砂) war ein Geschützter Kreuzer der Kaiserlich Japanischen Marine. Der bei Armstrong Whitworth konstruierte und gebaute Kreuzer ging in der Nacht vom 12. zum 13. Dezember 1904 durch Minentreffer mit 273 Toten als letztes japanisches Kriegsschiff im Russisch-Japanischen Krieg verloren.

## Geschichte

### Baugeschichte

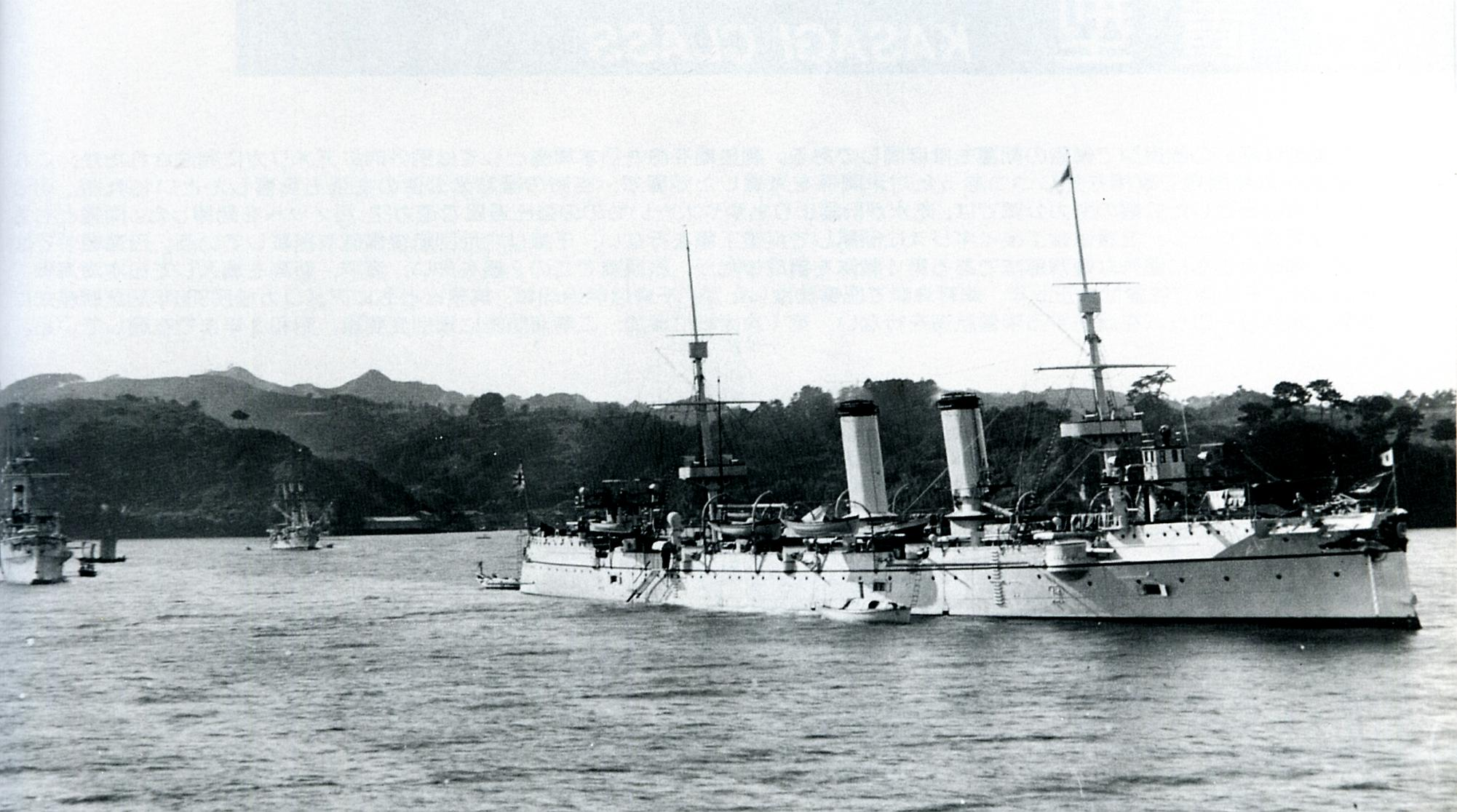
Die Yoshino

Das im April 1896 unter der Baunummer 660 auf der Armstrong Werft in Low Walker begonnene Schiff, die Kriegsschiffe eigentlich nur noch zur Aufrechterhaltung der Vollbeschäftigung baute, wurde schon im Juli 1896 an Japan verkauft. Die Takasago war ein typischer Elswick-Kreuzer und eine verbesserte Ausgabe der für die argentinische Marine gebauten Kreuzer vom Typ Veinticinco de Mayo, die Sir Philip Watts konstruiert hatte. Watts, seit 1885 Direktor der Kriegsschiffentwicklung bei Armstrong Whitworth in Elswick bei Newcastle upon Tyne, hatte für die japanische Marine schon die 1885 gelieferten Geschützen Kreuzer der Naniwa-Klasse (3650 ts) und die Yoshino (4150 ts, 1892) konstruiert. Die im äußeren Erscheinungsbild der Yoshino ähnliche Takasago wird bisweilen als deren Schwesterschiff betrachtet, da sie dieselbe Rumpfgröße hatte. Die Takasago unterschied sich aber in der schwereren Bewaffnung, der veränderten Antriebsanlage mit vier Doppelender-Kesseln und vier einfachen Zylinderkesseln und der verbesserten Panzerung mit einem größeren Bereich der Höchststärke, die 203-mm-Geschossen widerstehen sollte.
Der im April 1896 begonnene Kreuzer lief am 18. Mai 1897 vom Stapel, wurde am 17. Mai 1898 fertiggestellt und traf im August 1898 in Yokosuka ein. Der Name Takasago stammt von der gleichnamigen Stadt auf Honshū an der japanischen Inlandsee in der Präfektur Hyōgo.

### Einsatzgeschichte
1900 wurde der neue Kreuzer als Teil der internationalen Flotte vor China während des Boxeraufstandes eingesetzt. 1902 repräsentierte die Takasago mit dem Panzerkreuzer Asama die japanische Marine vom 24. bis 27. Juni auf der Flottenparade in Spithead aus Anlass der Krönung des britischen Königs Eduard VII. Auf der Ausreise besuchten die Kreuzer Singapur, Colombo, Sues und Malta und auf der Rückreise Cardiff, Lissabon, Gibraltar und Neapel, Aden, Colombo, Singapur, Bangkok und Hongkong. Auf ihrer Reise vom 7. April bis zum 28. November 1902 legten die beiden Kreuzer 24.718 Seemeilen zurück.

#### Russisch-Japanischer Krieg
Der Russisch-Japanische Krieg begann 1904 mit Präventivschlägen der Japanischen Marine gegen das Pazifische Geschwader Russlands. Die Takasago gehörte zur 3. Division der Vereinigten Flotte vor Port Arthur mit den Kreuzern Kasagi, Chitose und Yoshino. Der nächtliche Torpedoangriff der Zerstörer machte nur drei russische Schiffe bewegungsunfähig. Die Takasago nahm am folgenden Tag an der Beschießung des Stützpunktes teil. In den folgenden Tagen kaperte sie das Handelsschiff Manchuria (6075 BRT, 1900, 12 kn) der russischen Ostasienreederei vor Port Arthur, die als Kanto Maru als Transporter in japanische Dienste kam. Am 10. März kam sie mit der wieder instand gesetzten Bajan ins Gefecht. Bis Mai gehörte sie zu den Einheiten, die das russische Geschwader eng überwachten.
Am 15. Mai unterstützte sie die Rettungsversuche des durch Minentreffer schwer beschädigten Linienschiffes Yashima, das im Verband des Admirals Nashiba zusammen mit dessen Flaggschiff Hatsuse, die ebenfalls auf eine Mine lief und sank, der Shikishima, sowie dem Kreuzer Kasagi und dem Torpedokanonenboot Tatsuta vor Port Arthur in ein Minenfeld lief, das der russische Minenleger Amur in der Nacht zuvor gelegt hatte. Die Yashima ging allerdings im Schlepp verloren, kurz bevor man den vorgeschobenen Stützpunkt bei den Elliot-Inseln erreicht hatte.
Bei den russischen Ausbruchversuchen im Juni und im August beschattete die Takasago das russische Geschwader und überwachte die aus der Schlacht im Gelben Meer am 10. August 1904 zum deutschen Stützpunkt Tsingtau entkommene Zessarewitsch und die dorthin entkommenen Zerstörer bis zu deren Internierung.

#### Untergang
Im Oktober 1904 ging die Takasago zur Überholung nach Japan. Als sie wieder vor Port Arthur eintraf, lief sie in der Nacht zum 13. Dezember 1904 bei der Suche nach ausgebrochenen russischen Schiffen, die Chefoo erreichen wollten, 37 km südlich von Port Arthur auf eine Mine, die eine schwere Folgeexplosion der eigenen Munition auslöste. Der Wassereinbruch erwies sich bei Sturm, Schneetreiben und heftigem Seegang als nicht beherrschbar und die Takasago, die keine Boote zu Wasser lassen konnte, sank innerhalb von 23 Minuten auf 38° 10′ N, 121° 15′ O, wobei 273 Seeleute starben. 162 Mann konnten von dem begleitenden Kreuzer Otowa noch gerettet werden. Die Takasago war das letzte japanische Kriegsschiff, das im Russisch-Japanischen Krieg verloren ging.

## Technische Beschreibung

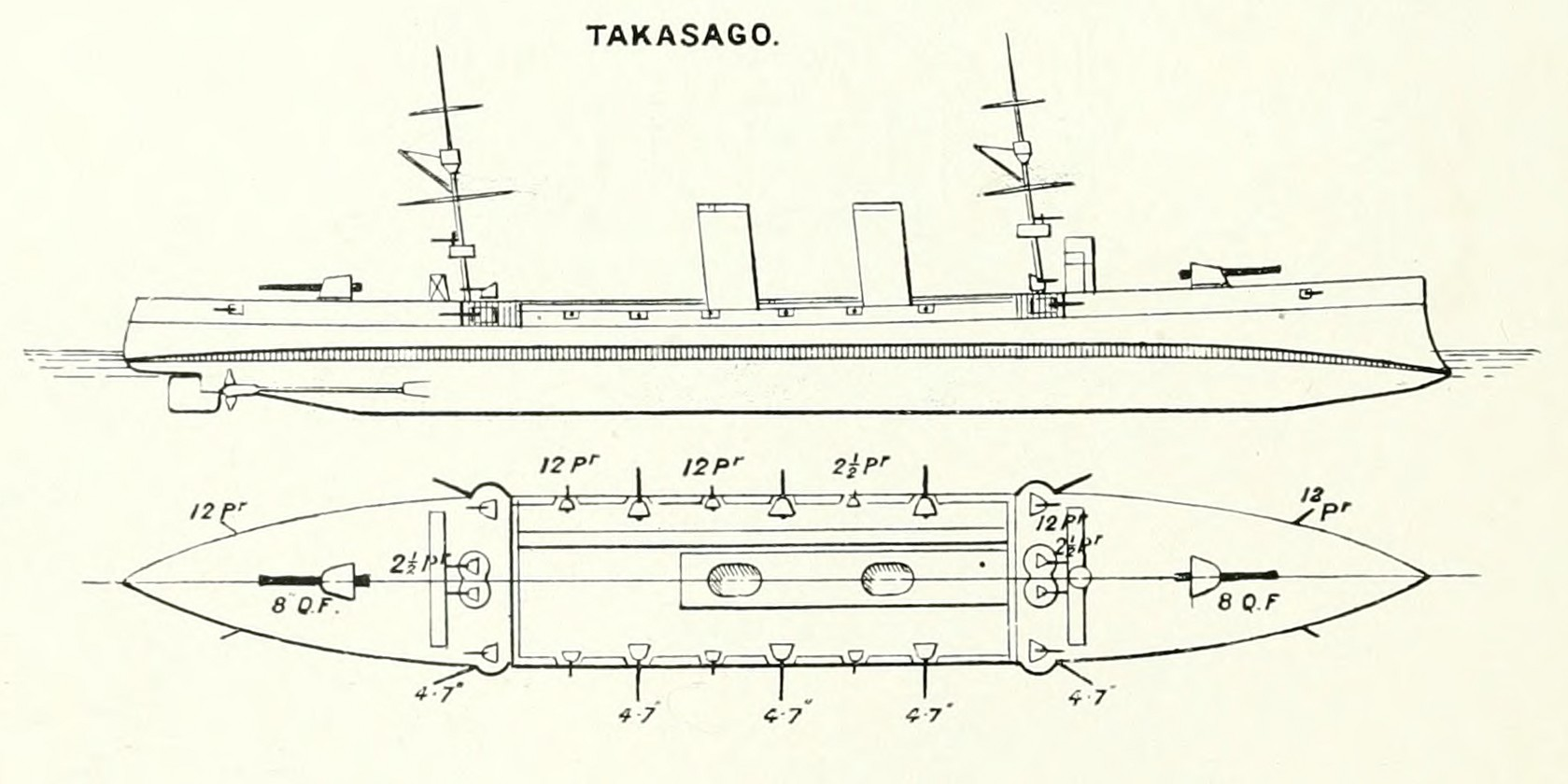
Aus Brassey’s Naval Annual 1902

### Rumpf und Antrieb
Der Rumpf der Takasago  war über alles 118,16 Meter lang, 14,78 Meter breit und hatte bei einer Einsatzverdrängung von 5.260 Britischen Tonnen einen Tiefgang von 6,24 Metern. Der Antrieb erfolgte durch acht Dampferzeuger – vier Einendige- und vier Doppelendige-Großwasserraumkessel – und zwei Verbunddampfmaschinen mit je vier Zylindern mit denen eine Gesamtleistung von 12.990 PS (9.554 kW) erreicht wurde. Diese gaben ihre Leistung an zwei Wellen mit je einem Propeller ab. Die Höchstgeschwindigkeit betrug 22,9 Knoten (42 km/h).

### Bewaffnung

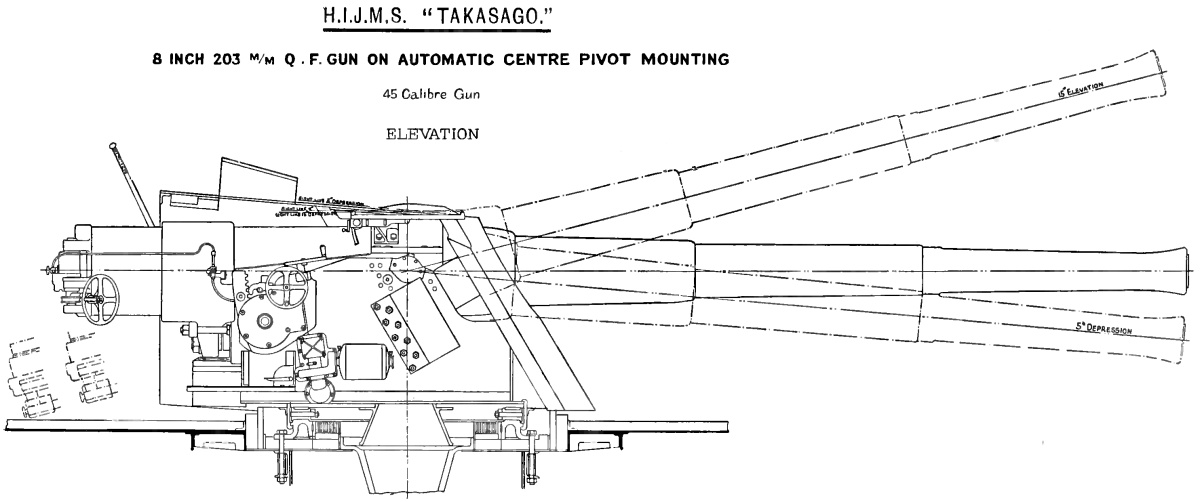
20,3 cm L/45 Typ 41

#### Artillerie
Die Artilleriebewaffnung bestand aus zwei 20,3-cm-Seezielgeschützen Typ 41 in Kaliberlänge 45, welche in je einer Lafette mit Schutzschilden in Schiffsmittellinie auf dem Vor- und Achterdeck aufgestellt waren. Des Weiteren waren zehn 12 cm L/40 Typ 41, zwölf 7,62 cm L/40 Typ 41 und sechs 4,7 cm L/40 Hotchkiss, ebenfalls in Einzellafetten, auf verschiedenen Positionen vorhanden.

#### Torpedos
Die Torpedobewaffnung bestand aus fünf fest im Rumpf verbauten Torpedorohren – eine im Bug und je zwei je Rumpfseite – im Kaliber 36 cm, mit einem Bestand von 25 Torpedos.

## Besatzung
Die Besatzung der Takasago hatte eine Stärke von 380 Offizieren, Unteroffizieren und Mannschaften.